# Jalen Reeves-Maybin
Jalen Reeves-Maybin (Clarksville, Tennessee, 31 de enero de 1995) es un jugador profesional estadounidense de fútbol americano que se desempeña en la posición de linebacker en Detroit Lions, equipo de la National Football League (NFL).

## Carrera
Fue seleccionado en la cuarta ronda en la Reunión Anual de Selección de Jugadores de la NFL de 2017. Hizo su debut profesional con el equipo Detroit Lions, en el cual jugó cinco temporadas (2017-2022), después pasó a Houston Texans (2022-2023), posteriormente regresó a Detroit Lions, donde lleva jugando dos temporadas.